# Family Four
Family Four var en svensk gruppe, som repræsenterede Sverige i Eurovision Song Contest 1971 med Vita vidder og i Eurovision Song Contest 1972 med Härliga sommardag.

## Diskografi
- 1971 (1971)
- Family Four's jul (1971)
- Picknick (1972)
- Family Four på Berns (1973)
- Family Four: Guldkorn (2000)